# Rally Show Santa Domenica
Rally Show Santa Domenica je hrvatska automobilistička reli utrka koja se održava u Svetoj Nedelji. Najveća je i najposjećenija predstava u rallyju u jugoistočnoj Europi. Ovim se događajem zaključuje sezona rallyja u Hrvatskoj. Organizira ga jedan od najmlađih hrvatskih auto klubova AKK Sveta Nedelja. Prvi Rally Santa Domenica organizirali su 2010. godine godine. Od te godine održava se svake godine. Zimska utrka po makadamu osvojila i vozače i publiku. Predstava u Svetoj Nedjelji financijski je zbog niskih troškova znatno dostupnija od ostalih rally natjecanja. Zato privlači pored iskusnih i puno novih posada koje se tek žele okušati u rally svijetu. Osim prijavljenih posada, organizatori podijeljuju pozivnice i izabranim posadama vrhunskim imenima iz rally svijeta.

## Izdanja i pobjednici
| Podloga 2010.-... ? | Baza relija 2010.-... Sveta Nedjelja |

Kazalo:
██ žena
██ najveći broj osvojenih brzinaca u utrci
| Godina | Duljina [km] | Broj etapa | Broj brzinaca | Broj država | Broj posada Start (Cilj); Broj Ž vozača | Pobjednici           | Pobjednici         | Pobjednici                  | Pobjednici | Pobjednici | Pobjednici |
| Godina | Duljina [km] | Broj etapa | Broj brzinaca | Broj država | Broj posada Start (Cilj); Broj Ž vozača | Vozač                | Suvozač            | Automobil                   | MP [s]     | OB         |            |
| ------ | ------------ | ---------- | ------------- | ----------- | --------------------------------------- | -------------------- | ------------------ | --------------------------- | ---------- | ---------- | ---------- |
| 2010.  |              |            |               |             |                                         | Juraj Šebalj         | Toni Klinc         | Mitsubishi Lancer Evo IX    | +          |            |            |
| 2011.  |              |            |               |             |                                         | Ivan Goran Čibej     | Saša Bitterman     | Subaru Impreza STi          | +          |            |            |
| 2012.  |              |            |               |             |                                         | Ivan Goran Čibej (2) | Saša Bitterman (2) | Škoda Octavia WRC           | +          |            |            |
| 2013.  |              |            |               |             |                                         | Beppo Harrach        | Dominik Jahn       | Mitsubishi Lancer Evo IX R4 | +          |            |            |
| 2014.  |              |            |               |             |                                         | Beppo Harrach (2)    | Dominik Jahn (2)   | Ford Fiesta R5              | +          |            |            |
| 2015.  |              |            |               |             |                                         | Beppo Harrach (3)    | Dominik Jahn (3)   | Ford Fiesta R5              | +          |            |            |
| 2016.  |              |            |               |             |                                         | Beppo Harrach (4)    | Dominik Jahn (4)   | Ford Fiesta R5              | +          |            |            |
| 2017.  |              |            |               |             | 123 (96)                                | Péter Ranga          | Tamás Szöke        | Škoda Fabia R5              | + 14,0     |            |            |
| 2018.  |              |            |               |             | 91 (62)                                 | Simon Wagner         | Gerald Winter      | Škoda Fabia R5              | + 18,4     |            |            |
| 2019.  | 34,52        | 1          | 4             |             | 91 (64)                                 | Péter Ranga (2)      | Viktor Ban         | Škoda Fabia R5              | + 5,9      | 3          |            |
| 2020.  |              |            |               |             | ()                                      | [[]]                 | [[]]               |                             | +,         |            |            |

### Statistika (2019.)
| Vozač         | Pobjede | Postolja |
| ------------- | ------- | -------- |
| Beppo Harrach | 4       |          |

| Suvozač      | Pobjede | Postolja |
| ------------ | ------- | -------- |
| Dominik Jahn | 4       |          |

| Posada           | Posada         | Pobjede | Postolja |
| vozač            | suvozač        | Pobjede | Postolja |
| ---------------- | -------------- | ------- | -------- |
| Ivan Goran Čibej | Saša Bitterman | 2       |          |
| Beppo Harrach    | Dominik Jahn   | 4       |          |

| Proizvođač | Pobjede | Postolja |
| ---------- | ------- | -------- |
| Ford       | 3       |          |
| Mitsubishi | 2       |          |
| Subaru     | 1       |          |
| Škoda      | 4       |          |

## Vanjske poveznice
- Stranica relija
- Auto klub Delta Timing  Arhivirana inačica izvorne stranice od 8. svibnja 2018. (Wayback Machine)
- Dvorana slavnih ECWC
- Facebook Rally Show Santa Domenica
- Racing.hr  Arhivirana inačica izvorne stranice od 8. svibnja 2018. (Wayback Machine)
- YouTube Kreator TV - Rally Show Santa Domenica 2017. - reportaža